# Ulysse Trading and Industrial Companies
Ulysse Trading and Industrial Companies (UTIC), plus connu sous le nom de groupe Chaïbi (nom de la famille qui le dirige), est l'un des principaux groupes privés tunisiens présent dans les services et l'industrie. Il s'agit d'un conglomérat de sociétés présentes autour de trois grands pôles d'activités en Tunisie.

## Activités
Il est actif dans l'emballage (activité de départ du groupe) avec des sociétés de fabrication d'emballages en papier (Société tunisienne des emballages modernes ou STEM fondée en 1946 et Cartonnerie tunisienne), plastique (Magiplast) et aluminium (Société El Maaden). Il en est de même dans le tourisme avec l'exploitation, confiée à des entreprises étrangères (Mövenpick et Radisson), de trois hôtels de haut standing à Djerba.
Présent dans la grande distribution, il gère en 2010 un hypermarché sous franchise du groupe français Carrefour (premier du genre en Tunisie ouvert le 16 avril 2001), 26 supermarchés de l'enseigne Champion et 17 de l'enseigne Carrefour Market. Il rachète également la chaîne de supermarchés Bonprix au groupe Batam. Le groupe est par ailleurs importateur, dépositaire ou partenaires de plusieurs grandes marques étrangères telles que Ferrero, dans l'industrie agroalimentaire, ou Marionnaud dans les cosmétiques.
Il a tenté en vain de racheter les parts de l'État tunisien dans la chaîne Magasin général en 2007. 
En avril 2017, Nabil Chaïbi, président du groupe, annonce qu'il vient de signer un accord avec la société autrichienne Mayr-Melnhof Packaging (MMP), un partenariat qui se concrétise par la fusion de la STEM avec les filiales du groupe MMP en Tunisie (TEC MMP et MMP Tunisie).